# Thomas Mann (trein)
De Thomas Mann was een Europese internationale trein op de Vogelfluglinie tussen Kopenhagen en Hamburg. De trein is genoemd naar de Duitse schrijver Thomas Mann.

## EuroCity
De Thomas Mann werd op 2 juni 1991 in het EuroCity-net opgenomen als gevolg van een besluit om de EuroCity's te noemen naar bekende Europeanen. Hij verving de EC Skandinavien, waarbij het zuidelijke eindpunt echter wel veranderde van Hamburg-Altona in Hamburg Hbf. De EuroCity-dienst, met drie treinen per dag per richting, werd samen met de EC Hamlet en de EC Karen Blixen onderhouden. De Thomas Mann verzorgde hierbij de ochtendrit uit Hamburg en de avondrit uit Kopenhagen.

### Rollend Materieel
De dienst werd gestart met getrokken treinen, samengesteld uit rijtuigen van de Deutsche Bundesbahn. Sinds september 1997 wordt gereden met IC/3 treinstellen van de Deense spoorwegen.

### Route en dienstregeling
De Thomas Mann startte met de treinnummers EC 190 en EC 191 haar dienst op de VogelFluglinie.
| EC 191 | land       | station                 | km  | EC 190 |
| ------ | ---------- | ----------------------- | --- | ------ |
| 16:20  | Denemarken | København Hovedbanegård | 0   | 13:20  |
|        | Denemarken | Høje Taastrup           | 20  |        |
|        | Denemarken | Ringsted                | 54  |        |
|        | Denemarken | Naestved                | 91  |        |
|        | Denemarken | Nykøbing                | 147 |        |
|        | Denemarken | Rødby Færge             | 183 |        |
|        | Denemarken | Rødby Færge (boot)      | 183 |        |
|        | Duitsland  | Puttgarden (boot)       | 202 |        |
|        | Duitsland  | Puttgarden              | 202 |        |
|        | Duitsland  | Lübeck                  | 291 |        |
| 21:31  | Duitsland  | Hamburg Hbf             | 353 | 08:11  |

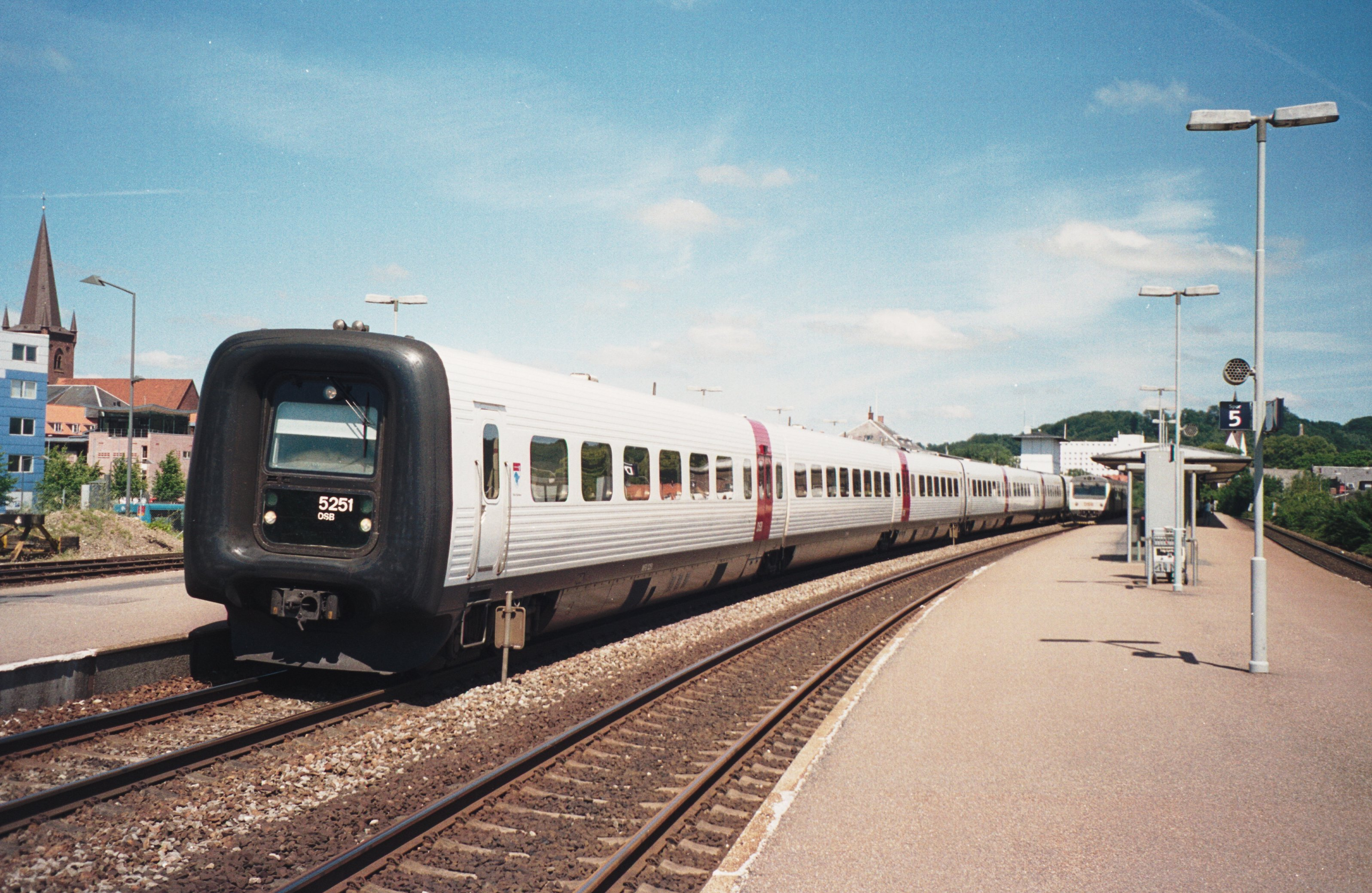
IC/3 van de DSB

Op 31 mei 1992 werd een twee-uursfrequentie ingevoerd op de Vogelfluglinie en werden de EuroCity's genummerd in volgorde van uitvoering van de dienst. De Thomas Mann hield zijn vertrektijden maar kreeg wel de nummers EC 182 richting Kopenhagen en EC 183 richting Hamburg. In 1993 reed de trein als EC 184 alleen van Hamburg naar Kopenhagen. In 1994 reed de Thomas Mann weer in beide richtingen. Tussen september 1996 en september 1997 reed de Thomas Mann tussen Berlin-Zoo en Kopenhagen. In 1998 werden de nummers EC 30 en EC 33 toegekend. Op 1 juni 2001 werd het aantal treinen verminderd en kreeg de Thomas Mann de nummers EC 30 en EC 31. Op 12 december 2004 vervielen de namen voor de Eurocity's op de Vogelfluglinie en werd de dienst naamloos voortgezet.